# Johannes de Stokem
Johannes de Stokem, talvolta citato anche come Johannes Stokem (1445 circa – 1487  o 1501), è stato un compositore fiammingo.
Egli viene considerato come facente parte della generazione post-Dufay in Francia. Fu amico di Johannes Tinctoris, altro compositore e teorico musicale dell'epoca..

## Biografia
Stokem nacque intorno al 1445 in qualche località vicino a Liegi. Per parte della sua vita fu al servizio di Beatrice d'Aragona, regina d'Ungheria, e componente della Cappella papale a Roma. Morì in una data che sarebbe il 1487 o il 1501, a seconda delle fonti esistenti.

## Musica
Il suo pezzo Brunette, venne pubblicato nell'Odhecaton ed è un esempio precoce del genere musicale che divenne comunemente noto come "little brown-eyed girl". Esso è uno dei pochi pezzi a cinque voci presenti nell'Odhecaton.

## Opere
1. Brunette, dall'Odhecaton
2. Harraytre Amours, recentemente arrangiato per trio d'archi.
3. Je suis d'Alemagne (4 voci)
4. Ave Maria Maris Stella (2 voci)